# Letiště Žilina
Mezinárodní letiště Žilina – Dolný Hričov (IATA: ILZ, ICAO: LZZI, slovensky: Medzinárodné letisko Žilina - Dolný Hričov) se nachází 10 km západně od slovenského města Žiliny, v přilehlé obci Dolný Hričov. Letiště je využíváno k mezinárodním i vnitrostátním účelům, dále také pro soukromé, sportovní, ambulantní a jiné speciální lety.

## Historie
Stavba letiště začala v 70. letech 20. století, otevřeno bylo v roce 1972. Nahradilo původní letiště Brezovský Majer, na jehož místě nyní stojí bytové domy.
První let proběhl 4. května 1972. V roce 1981 byla pravidelná letecká doprava na letišti zastavena. K obnovení této dopravy došlo v roce 2005 spojem Českých aerolinií ve směru Žilina – Praha.
Pravidelné spoje ze Žiliny na Letiště Václava Havla v Praze společnosti České aerolinie byly ukončeny v roce 2012, kvůli malé poptávce. Lety byly provozovány jednou denně letounem ATR 42.

## Galerie

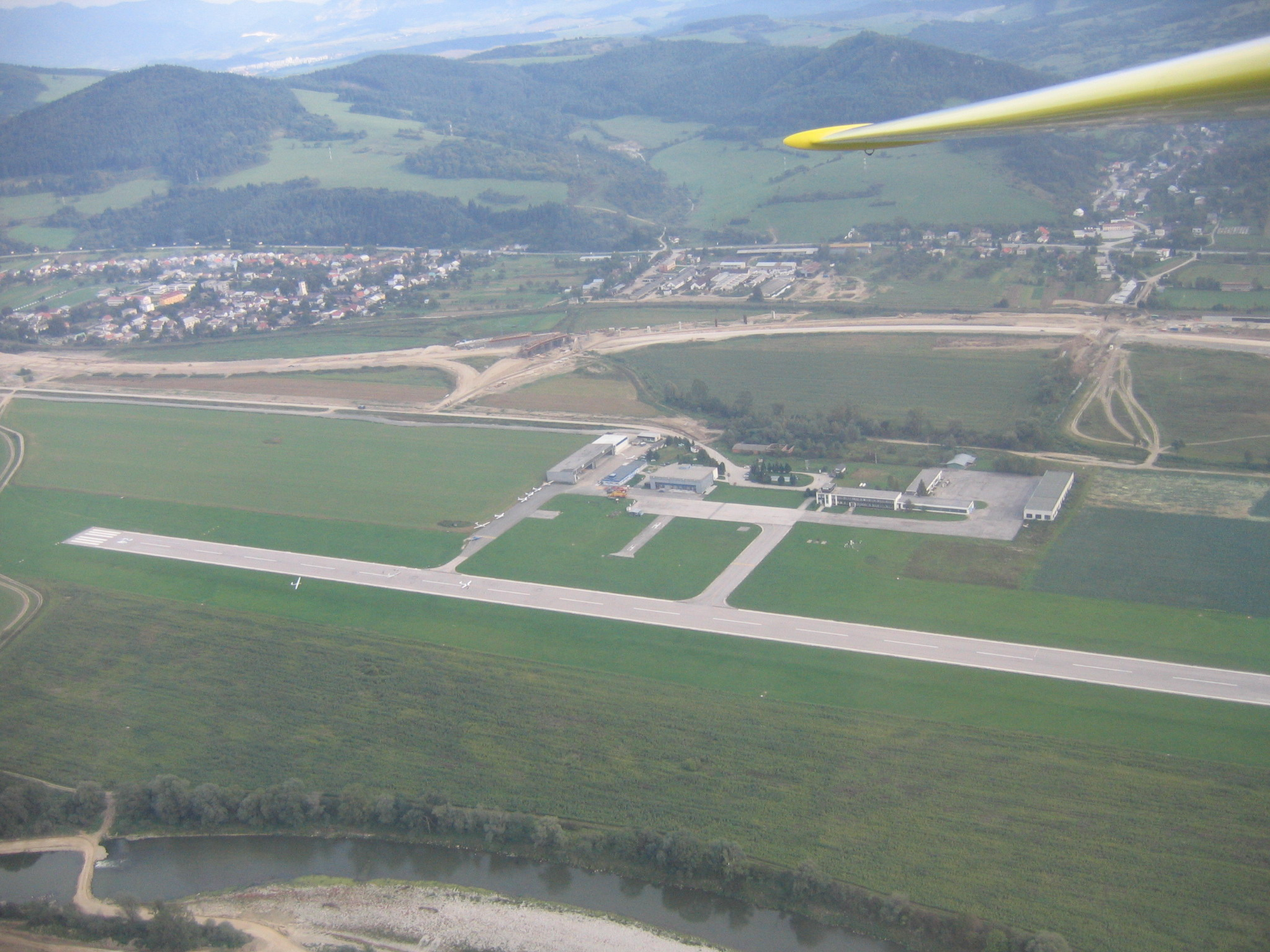
Letecký snímek
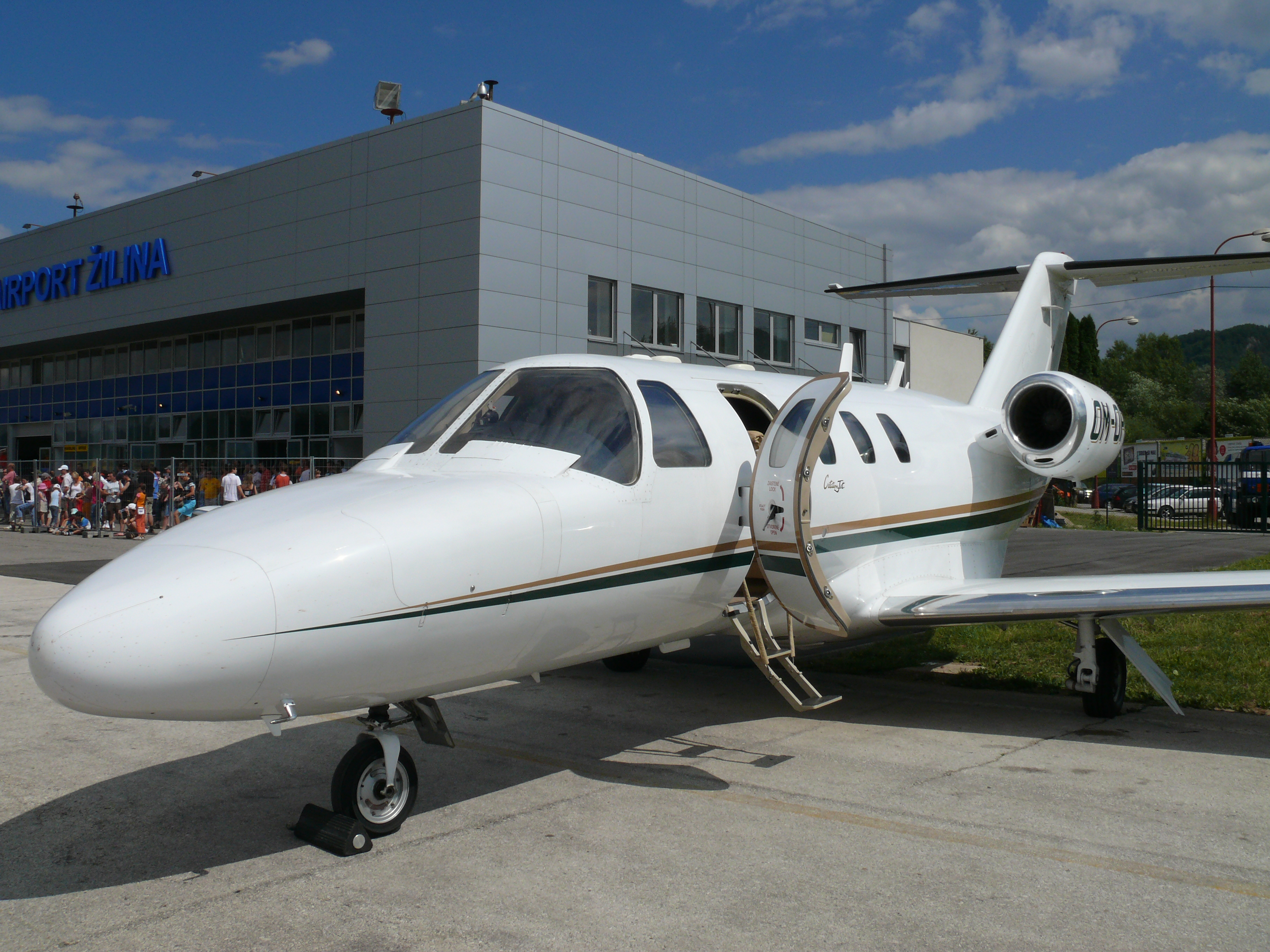
Charterové letadlo
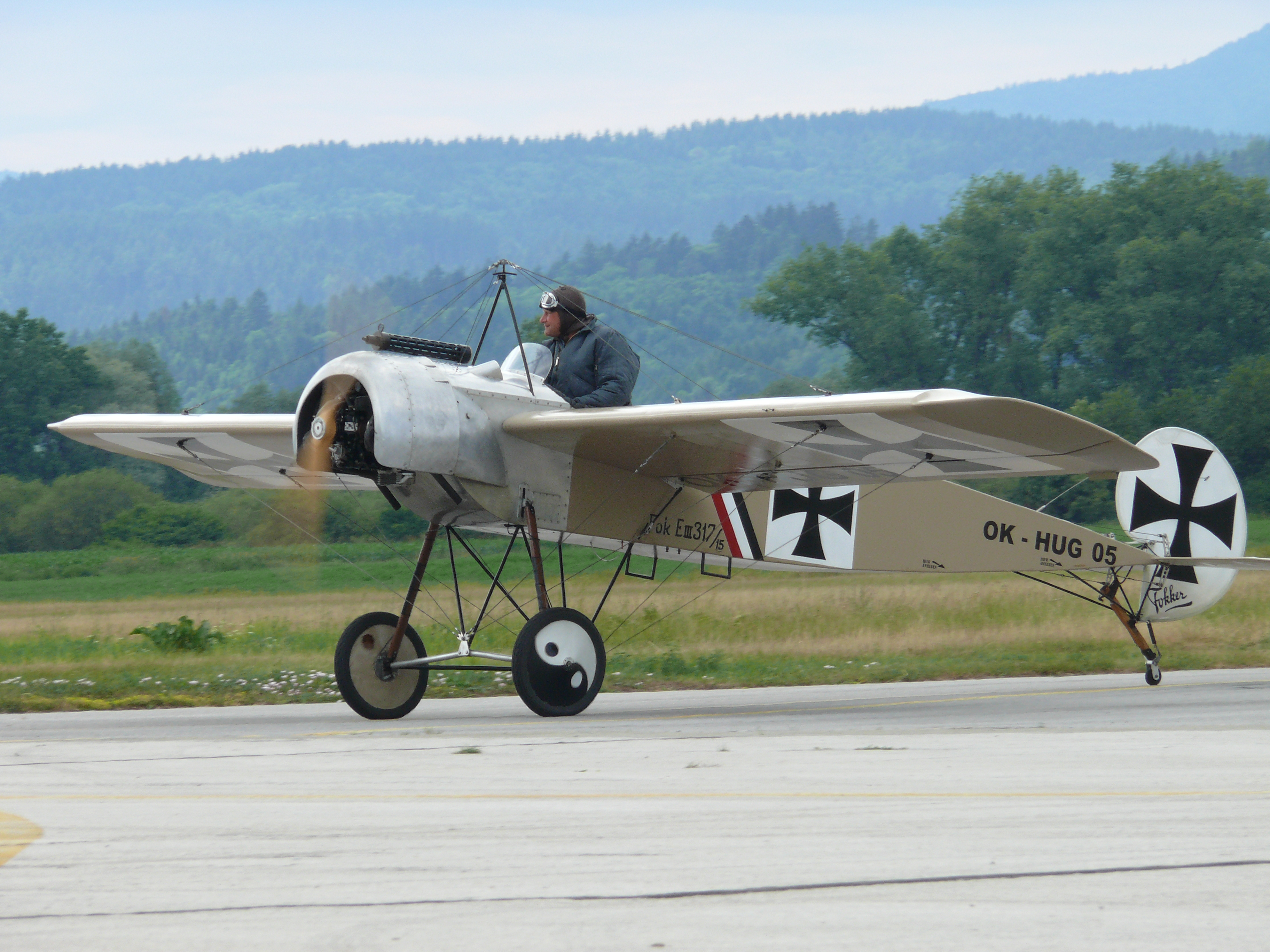
Letecká show